# Aneto
Le pic d'Aneto (jusqu'au XIXe siècle : Néthou) est le point culminant de la chaîne des Pyrénées avec une altitude de 3 404 m. Il se situe en Espagne, au nord-est de l'Aragon et de la province de Huesca, dans la comarque de Ribagorce.
En plein centre du parc naturel de Posets-Maladeta, il fait partie du massif de la Maladeta dont il constitue la partie sud-est avec le pic Russell.

## Toponymie
Initialement, la grande montagne de granite est exempte même de nom. Les habitants de la région, les Pyrénéens, ont nommé pendant longtemps les cabanes, les pâturages, les forêts, les lacs, les cols, parfois les crêtes séparant les vallées, en somme tous les lieux utiles. Ils ont ignoré les sommets : lieux a priori sans intérêt. Il existe des indices que les bergers et les chasseurs des vallées du sud le désignaient comme Malheta ou Malahita, voire Pointe, mais cela concernait plutôt la montagne dans son ensemble et est à l'origine du nom du massif de la Maladeta.

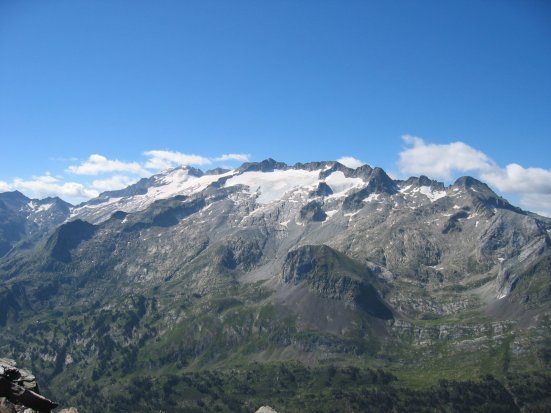
Vue de la face nord du massif de la Maladeta depuis la frontière franco-espagnole au pic de Sauvegarde. Le pic de la Maladeta est au centre et apparait plus haut que l'Aneto situé sur sa gauche en fond.

Ce sont les premiers pyrénéistes, venus du côté français, qui cherchèrent à individualiser les sommets du massif et à attribuer un nom à chacun d'eux. Malheureusement, vu du versant nord, c'est le pic de la Maladeta qui, étant plus près, semble être le plus haut sommet, ce dernier fut donc l'objet des premières ascensions et le premier à être nommé du nom local du massif, tandis que l'Aneto restait sans nom. Le premier voyageur cultivé qui l'a aperçu depuis le port de Vénasque, Louis Ramond de Carbonnières, se limitait à décrire en 1787 son aspect d'aiguille de glace. Finalement, le point culminant des Pyrénées finira par hériter du nom du petit village le plus proche, au pied de son flanc oriental : Aneto (es), (42° 33′ 16″ N, 0° 44′ 36″ E), situé près du cours d'eau de la Noguera Ribagorzana sur le territoire de la commune de Montanuy dans la Ribagorce.
Ce village lui-même tirerait son nom de l'aneth, plante médicinale commune dans la région. La dénomination du pic signifierait donc lieu des aneths bien que cette plante ne pousse pas à cette altitude. Dans la vallée de Bénasque, il existe une légende concernant la genèse de la montagne, racontant la mort du géant Aneto et le tombeau en forme de montagne qui lui a été édifié.
En France, le pic a été connu jusqu'au début du XXe siècle sous une forme francisée et phonétique, le « Nethou » : les Français, en entendant prononcer Anetou par les Aragonais, ont retenu les deux dernières syllabes phonétiques clairement accentuées, ne et tou, en ignorant la première syllabe a. La transcription en français a donné « Netou ». Plusieurs cartes de cartographes français postérieurs ont utilisé ce toponyme jusqu'à se référer au pic comme le « Nethou ». Et ce n'est pas la seule dénomination existante : Nelto, Nettou, Anetthou, Annetton, Anelthou, Nethom ou Aréthon sont les autres variantes historiques qui ont longtemps persisté,. Finalement, c'est Émile Belloc qui, dans ses travaux sur l'étymologie, lui rendit son véritable nom, mais le Néthou résista longtemps. Cette nomenclature n'est plus utilisée actuellement, toutefois la prononciation Néthou est plus proche de l'originale que Aneto prononcé « à la française » (qui ignore l'accent tonique).

## Géographie

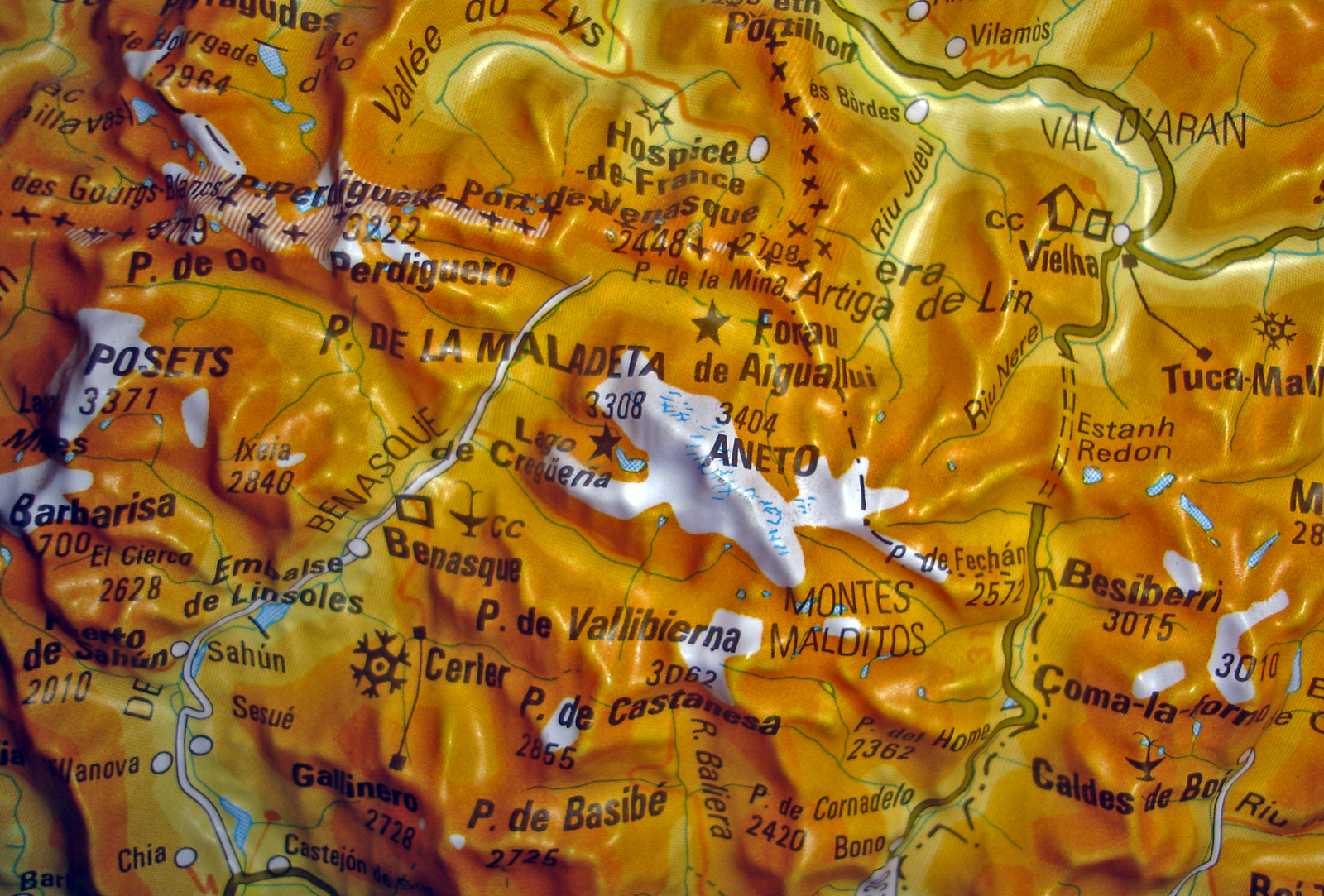
Carte de l'Aneto, vallées et massifs qui l'entourent.

Le sommet se situe dans le parc naturel de Posets-Maladeta, dans la commune de Benasque, province de Huesca, communauté autonome d'Aragon, Espagne.

### Topographie

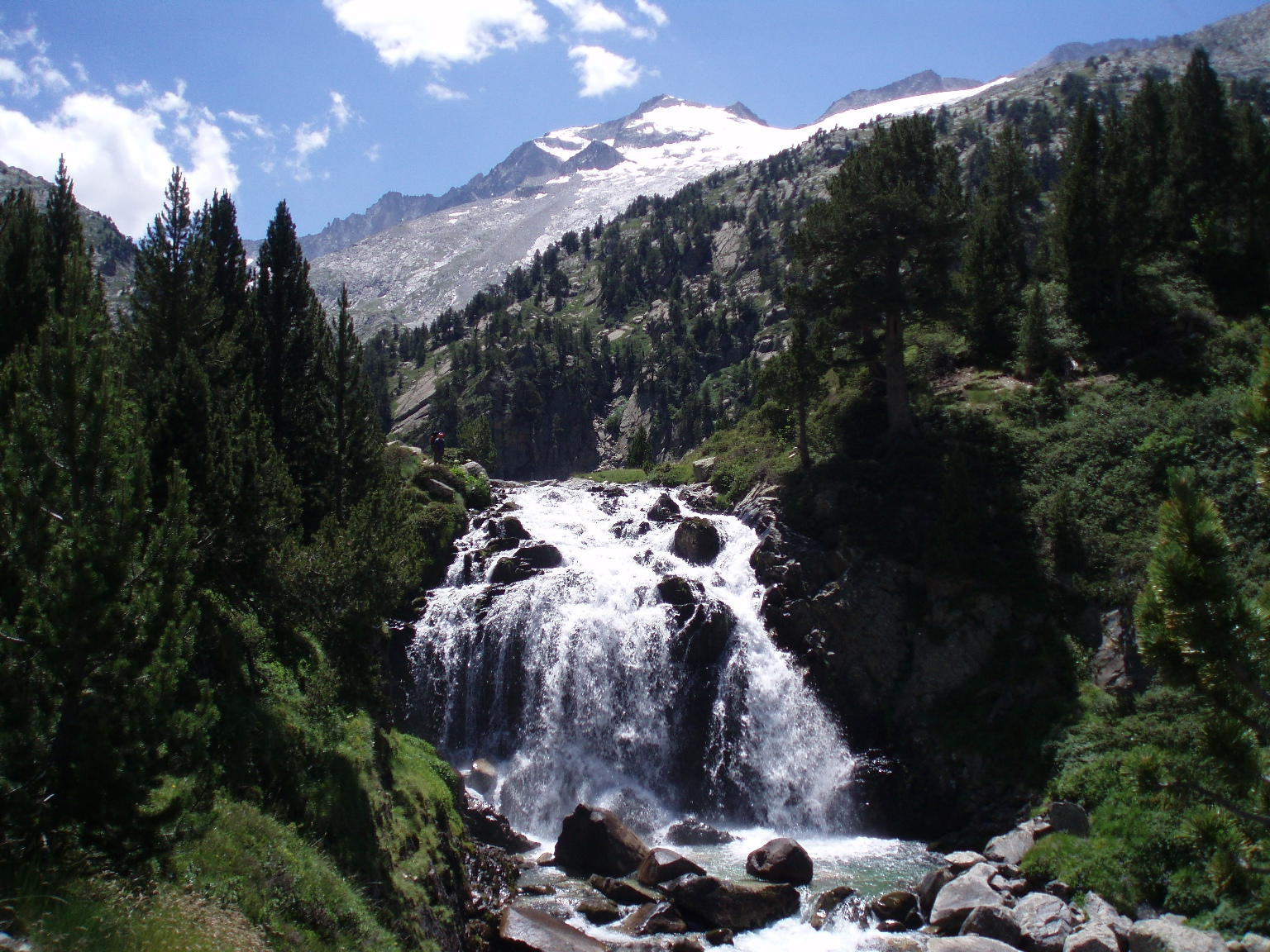
Vue de l'Aneto depuis la cascade d'Aigualluts, source de la Garonne.

Il occupe l'extrémité orientale du massif de la Maladeta, l'arête qui le relie à la Maladeta plus à l'ouest dépasse les 3 000 mètres et se découpe en une file de pics appelés Coronas qui, avec la crête des portillons, donne en volume une image caractéristique. Sur sa face nord, à partir de 2 810 m approximativement, se trouve le glacier de l'Aneto, plus grand glacier des Pyrénées avec une superficie de 100 ha. Ce dernier est, tout comme beaucoup dans le monde, en régression franche en raison du changement climatique. On calcule que durant le dernier siècle il a perdu plus de la moitié de sa surface, et que d'ici 30 ou 40 ans il pourrait disparaître.

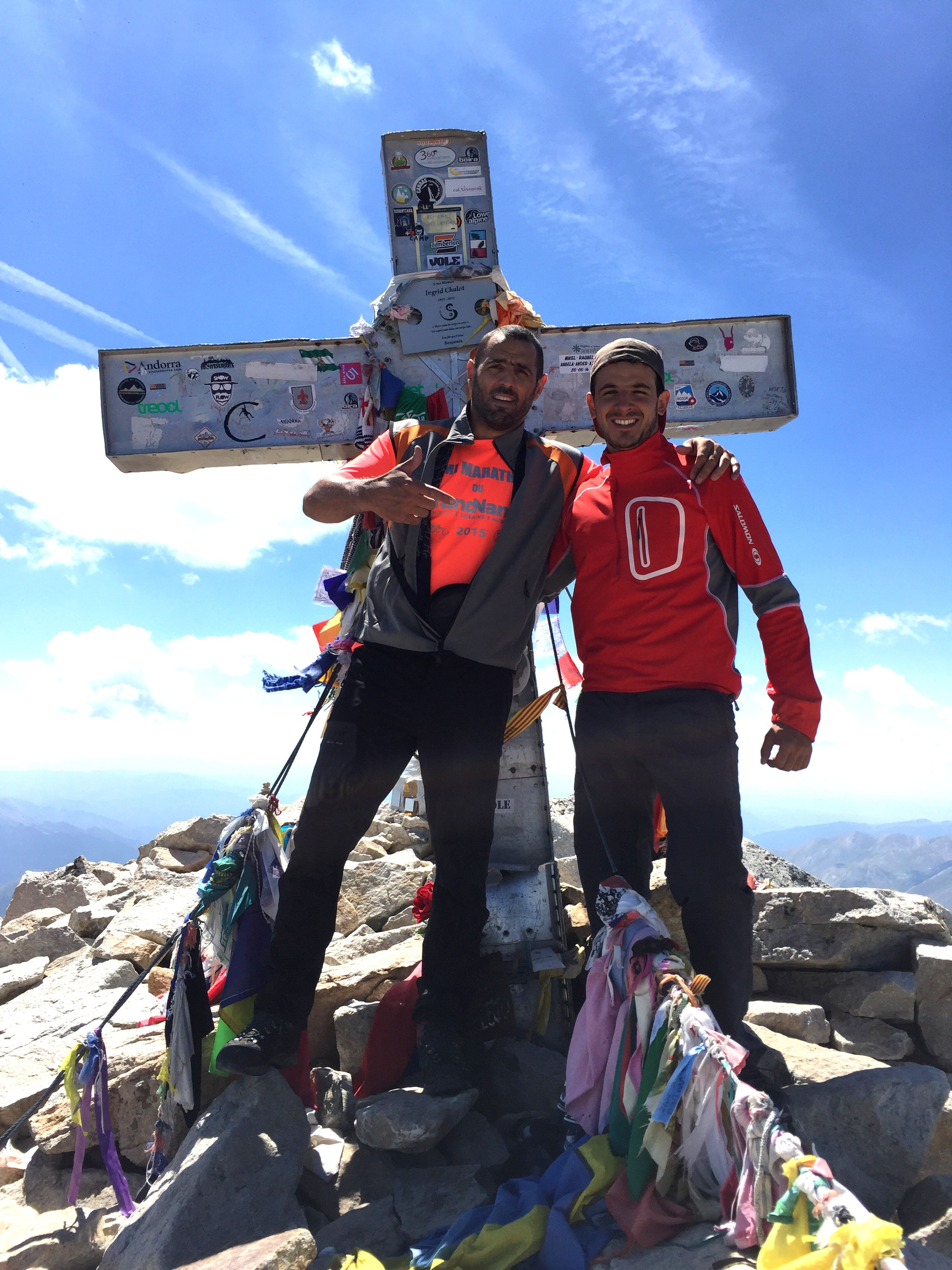
Alpinistes devant la croix de l'Aneto, au sommet du pic.

Au sommet, une croix impressionnante a été construite. On peut découvrir une vue contrastée, le massif de la Maladeta enneigé au nord et le Haut-Aragon sombre et sec au sud. Le versant nord du massif est entouré par des vallées qui montent vers des passages naturels importants sur la frontière franco-espagnole mais aujourd'hui presque en désuétude. Ainsi, le col de Perdiguère à plus de 2 500 mètres sépare la montagne du territoire français et du val d'Aran. Le versant sud plus large, mais plus compact et par conséquent plus difficile d'accès, est séparé du piémont par les canyons des massifs des Posets et du sud de la Maladeta. À l'écart des vallées plus au sud, se trouve la station de ski alpin de Cerler.
Le sommet se trouve sur la ligne de partage des eaux mais forme comme un appendice sud à celle-ci : les eaux des faces occidentales et méridionales s'unissent dans les Ibones superior, medio et inferior, pour descendre ensuite jusqu'à la rivière Ballibierna une fois dépassé l'Ibonet de Coronas, elles rejoignent alors l'Ésera qui nait au nord du massif mais contourne celui-ci par l'ouest et file au sud se déverser dans le bassin de l'Èbre puis la mer Méditerranée, seule sur la face nord-est les neiges de l'Aneto et de son glacier s'infiltrent au niveau du trou du Toro ou Forau de Aigualluts dans un système karstique à quelque 2 074 m dans lequel les eaux disparaissent sous terre (une moyenne de 155 jours par an) et réapparaissent à 3,6 km de distance en ligne droite, à quelque 1 658 m d'altitude, en val d'Aran pour constituer l'une des sources de la Garonne et finir par conséquent dans l'océan Atlantique.

### Climatologie

#### Climat
Le climat de l'Aneto est dit montagnard d'après la classification de Köppen.

#### Glaciers

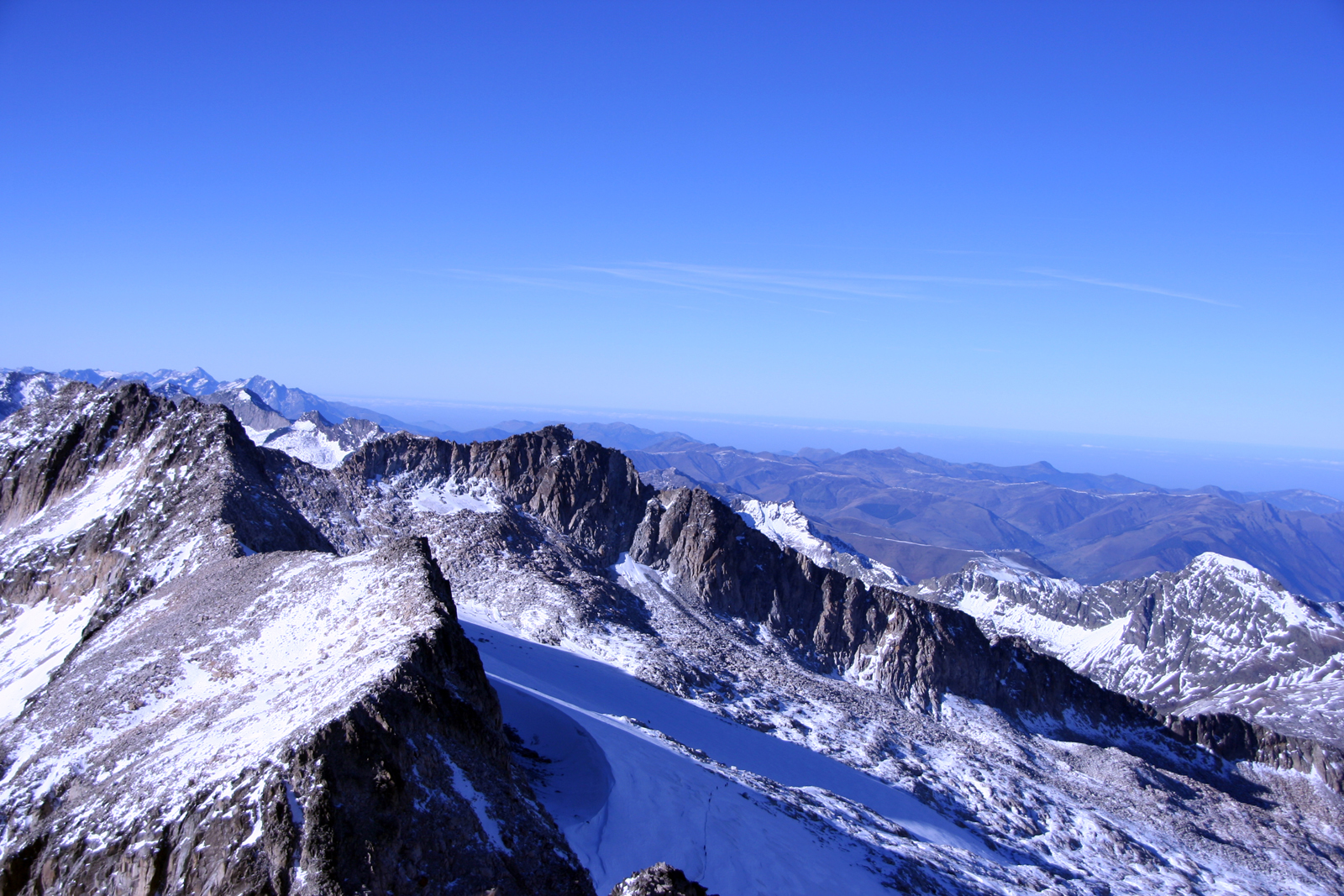
Glacier de l'Aneto et vue de la crête des portillons depuis le sommet. On peut observer les dizaines de mètres d'épaisseur du glacier au pied de Coronas.

Une telle concentration de sommets, tous de caractère nettement alpin, est le berceau des plus grands glaciers des Pyrénées, qui sont arrivés jusqu'au détroit de Ventamillo avec des épaisseurs de glace de plusieurs centaines de mètres. De nos jours, le réchauffement de la terre a réduit cette masse prodigieuse à onze névés qui totalisent trois cents hectares de surface. Sur les pentes de la montagne demeurent trois glaciers : le plus grand au nord appelé glacier de l'Aneto, celui des Barrancos avec celui des Tempêtes au nord-est et celui des Coronas ou le glacier Coronado au sud. Le reste ne peut pas être défini comme glaciers sans entrer dans des polémiques, puisqu'ils ont perdu toute mobilité et ne se comportent plus comme tels. Il faut citer ici les névés de Cregüella, d'Alba et Salenques, en important recul. Cependant, même considérés comme névés, leur passé de glaciers les a maintenus jusqu'à nos jours et il est prévu que leur cœur de glace supporte encore des décennies.
On ne connait pas avec certitude le début du processus de dégel, mais il s'est vertigineusement accéléré ces dernières décennies. Actuellement, la diminution d'enneigement pendant l'hiver et l'augmentation de la température en été réduisent énormément leur maintien. Durant les années antérieures à 2006 a eu lieu le plus grand recul des glaciers pyrénéens, à l'exception de ceux orientés au sud, sur lesquels a été accumulée la neige par les temps venant du nord. En 2007 et 2008, des printemps humides ont apporté de la neige abondante aux trois mille de la chaîne pyrénéenne. Ensuite, deux étés non spécialement chauds et quelques neiges précoces en automne 2007 ont stoppé la fonte des glaciers de l'Aneto et du reste des Pyrénées.
On prévoit qu'à partir de la moitié du XXIe siècle les glaces perpétuelles de l'Aneto et de toutes les Pyrénées puissent disparaître,. Ceux qui prévoient l'évolution la plus rapide indiquent 2050 comme date de fin des 100 hectares qui restent aujourd'hui, des 250 de 1842.

## Flore et végétation

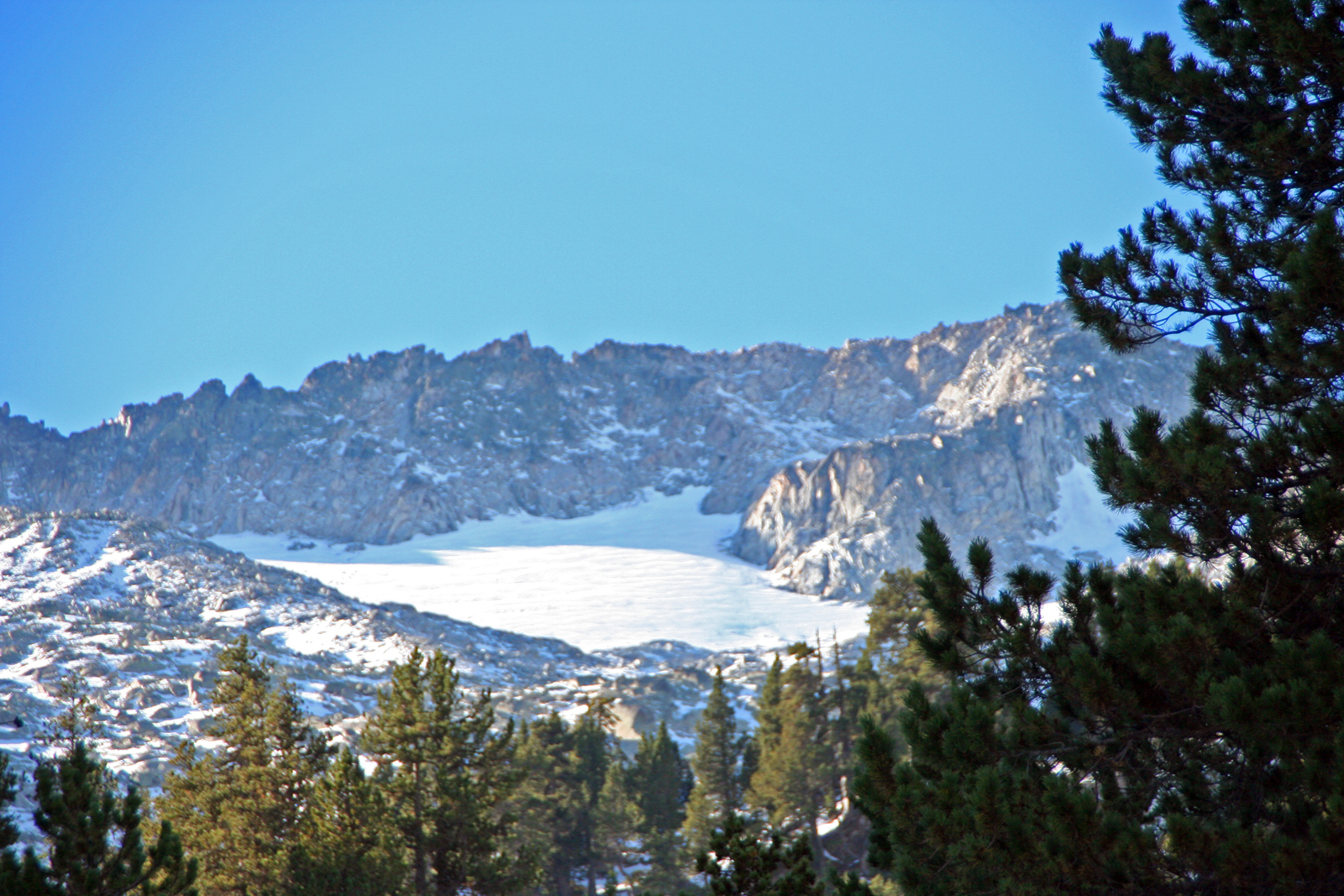
Forêt de pins au pied du massif de la Maladeta.

La singularité du massif et son attrait ont rendu propice l'abandon presque total des activités agricoles et d'élevage, remplacées par les activités touristiques. Par conséquent, la flore et l'environnement jouissent d'une conservation impeccable, spécialement dans des pentes et les massifs, dont les forêts restent à l'état primaire.

### Étage neigeux ou alpin supérieur
L'étage nival, qui atteint les 3 404 mètres d'altitude, est celui qui présente davantage de difficultés pour le développement de la vie. Les conditions atmosphériques dures que doivent supporter les plantes tout en haut des pics, du haut des crêtes requiert le développement d'une extraordinaire capacité d'adaptation. Il existe une série de facteurs à supporter comme la forte insolation, les basses températures et de courts cycles végétatifs face à la présence de neige la plus grande partie de l'année.
La végétation arborescente étant totalement absente, cet étage est colonisé par plus de 100 espèces végétales comme des lichens, des algues microscopiques, des mousses et des plantes grasses. Il est à souligner la présence de l'Androsace vandelli, que l'on rencontre jusqu'à 2 800 mètres, et la Silene acaulis. 20 % de ces espèces sont endémiques des Pyrénées.

### Étage alpin
Dans les zones inférieures et moyennes de l'étage alpin (à partir des 2 200 mètres) le sol est herbeux, constituant la pâture d'élevage estivale traditionnelle. Le monde des fleurs qui vivent ici est vaste : Myosotis, fleur de neige, Anémone sylvie, Lys pyrénéen, borderea pyrénéenne, gentianes, orchidées, saxifrage pourpre, réglisse de montagne, etc.

### Étage subalpin
L'étage subalpin y apparaît entre 1 600 et 2 200 mètres d'altitude. Il est composé par les forêts de pin noir, masse forestière de type taïga. La forêt est associée avec le rhododendron et les airelles.

### Végétation humide
Elle se situe dans la partie inférieure de la vallée à l'étage montagnard, jusqu'à 1 600 mètres d'altitude, où les brouillards sont fréquents. Il consiste en des hêtraies (faibles), sapins et forêts mixtes à feuilles caduques avec des forêts de rivage, formés par des frênes, saules et peupliers principalement.

## Faune
Les alentours de l'Aneto, avec leurs écosystèmes variés, renferment une biodiversité animale importante. Chaque couche végétale abrite une faune singulière et clairement différenciée du reste.
Dans la haute montagne coexistent la perdrix des neiges, le treparriscos, le petit accenteur alpin, la marmote, la salamandre et le campagnol des neiges. Dans la moyenne montagne on peut voir les isards (chamois pyrénéens), l'aigle royal ou des hermines blanches. Les forêts denses sont propices à l'habitat du pic épeiche, de l'autour, du coucou.
Les hêtraies, sapins et ensembles de pin noir avec d'abondants sotobosques de rododentros Aneto-Maladeta, de Posets et Cotiella forment l'habitat approprié du coq de bruyère.
Son parent proche, la perdrix des neiges, est restée sur les niveaux supérieurs et les sommets du massif à cause du recul des glaces des glaciations quaternaires.

### Espèces menacées
Le gypaète barbu compte dans les Pyrénées aragonaises les plus grandes populations de tout le paléarctique occidental.
La loutre vit encore dans les eaux du haut Ésera, bien que la pollution fluviale, la destruction de berges et le canyonisme aient mis dans une situation critique cette espèce.

### Espèces disparues de la zone
Certaines des espèces animales qui à leur tour se sont éteintes dans une grande partie de la péninsule Ibérique ou d'Europe continuent à exister dans les forêts, rivières, falaises et endroits inaccessibles des Pyrénées. Dans beaucoup de cas leur présence est un signal du bon état de conservation de l'environnement, bien que la majorité se trouve en situation de survie critique.
Le mammifère le plus menacé a été le loup, éteint à la fin du XIXe siècle. Actuellement on a détecté des cas de son retour dans le parc naturel régional des Pyrénées catalanes. Cette régénération, bien que naturelle, n'est pas exempte de polémique, car elle suppose un risque pour les éleveurs et les herbivores de la zone.

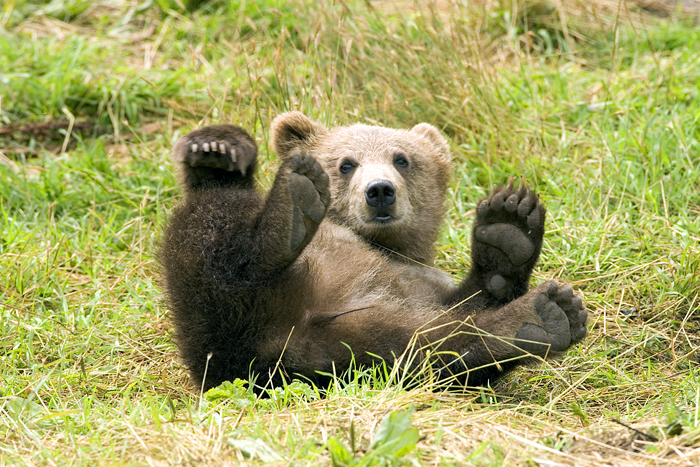
Ours brun.

Il y a des décennies que l'ours brun a disparu du massif, victime comme ailleurs de la chasse, du piégeage, ou d'empoisonnements. Il n'en reste qu'une vingtaine dispersés sur la chaîne pyrénéenne, concrètement dans les vallées occidentales du haut Aragon, dans le val d'Aran, côté français dans les vallées ariégeoises ainsi que quelques unités entre Béarn et Bigorre. Le fait qu'ils s'attaquent au bétail ou la présence de traces sont, normalement, les seuls indices de leur présence, étant donné leur méfiance, les voir est pratiquement impossible.
Le lynx d'Eurasie, semblable à l'ibérique, a souffert d'une grande régression dans toute l'Europe, qui l'a porté à l'extinction dans les massifs centraux, comme celui du Maladeta. Dans les forêts de la moyenne montagne des montagnes extérieures aux Pyrénées, son existence est encore probable. Le bio parc de la vallée de Tena a récemment réussi sa reproduction en captivité.
On a seulement trois références de la musaraigne alpine dans le massif de la Maladeta, toutes à la fin du XIXe siècle, au-dessus de 2 000 mètres d'altitude. Son existence est une inconnue pour les biologistes et naturalistes.
Le bouquetin ibérique, ou bucardo, était, il y a des siècles, largement répandu. Toutefois, la chasse à cette espèce a été abandonnée dans la vallée d'Ordesa. On ne compte pas plus de trois exemplaires, les seuls au monde.

## Protection
Étant donné sa particularité orographique comme crête des Pyrénées, la variété de la faune et de la flore notamment liée à l'important gradient altitudinal de ses vallées, le bon état de conservation écologique et, surtout, la sensibilité des glaciers qui subsistent dans ses sommets (les plus méridionaux d'Europe), le massif de l'Aneto a été déclaré parc naturel en 1994 avec tout le massif de la Maladeta et du Posets et une partie du Monument naturel « Glaciers pyrénéens »,.

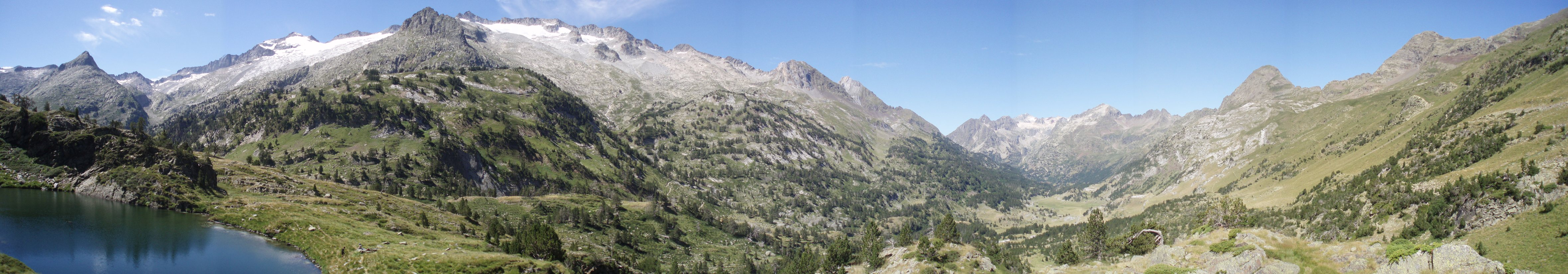
Vue panoramique de la tête de la vallée de Bénasque, avec le Pic d'Aneto culminant sur la partie gauche de l'image.

## Histoire

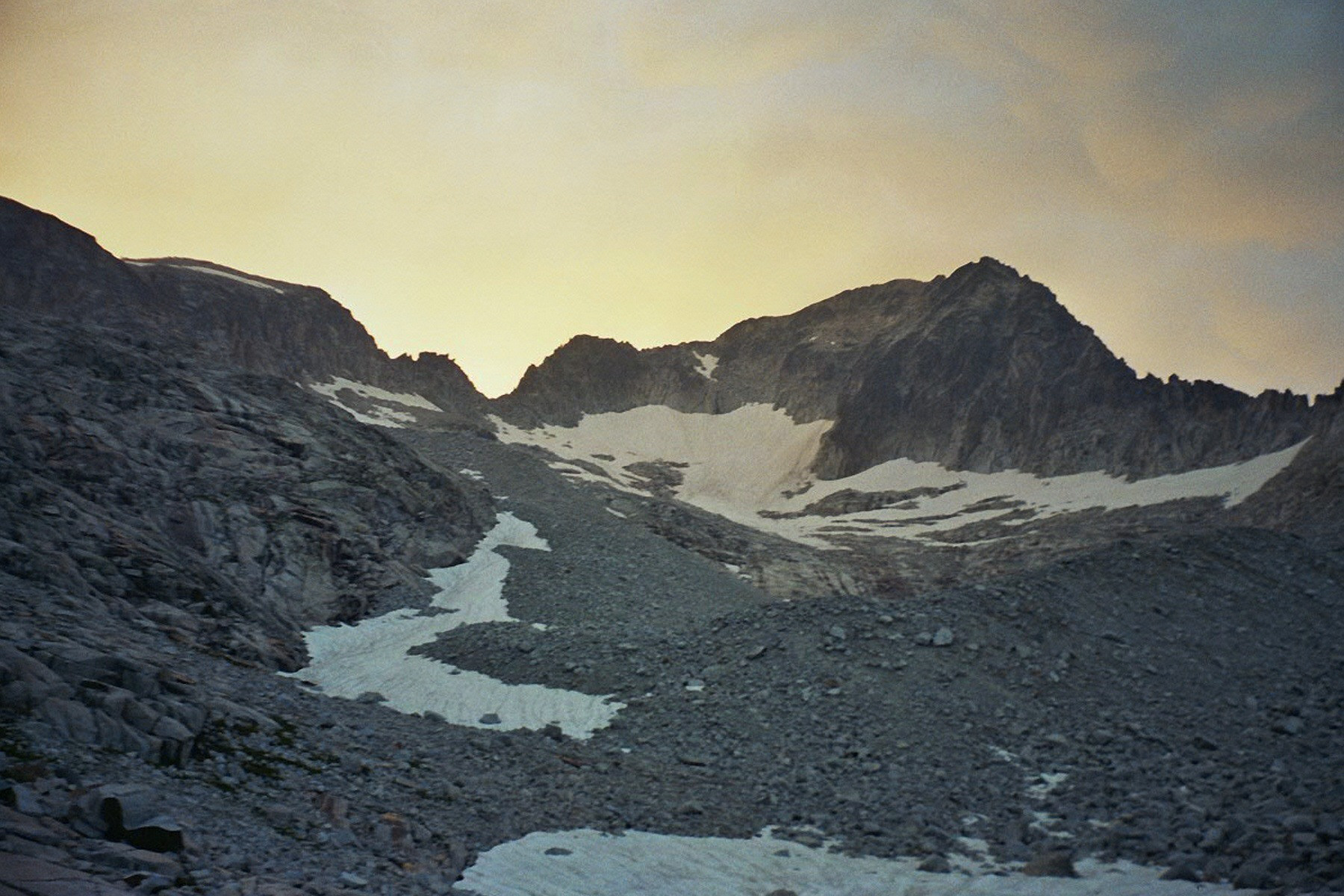
Face sud : sommet de l'Aneto vue depuis l'ibón moyen des Couronnes.

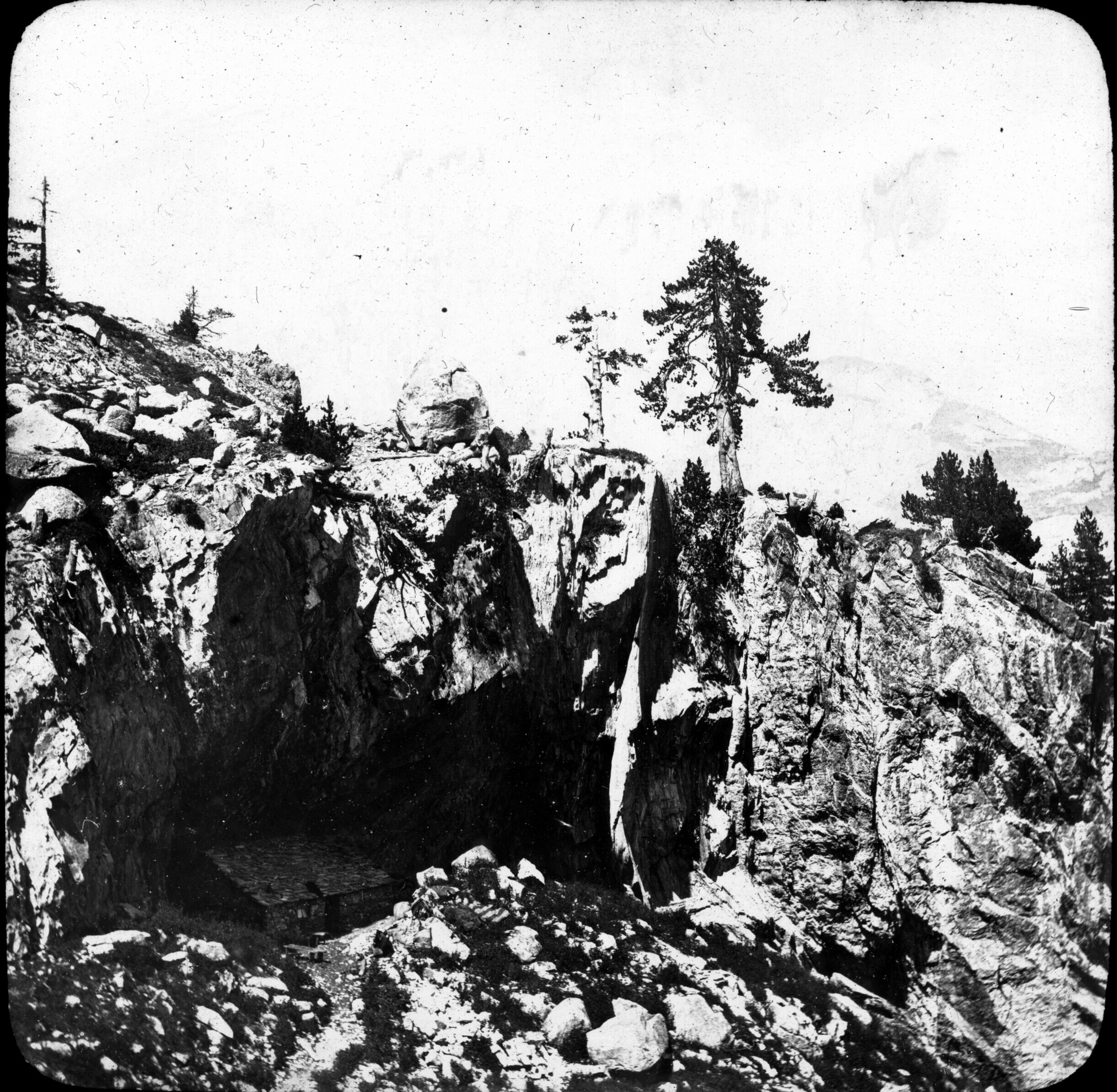
Abri de la Rencluse, cabane de berger, en 1895.

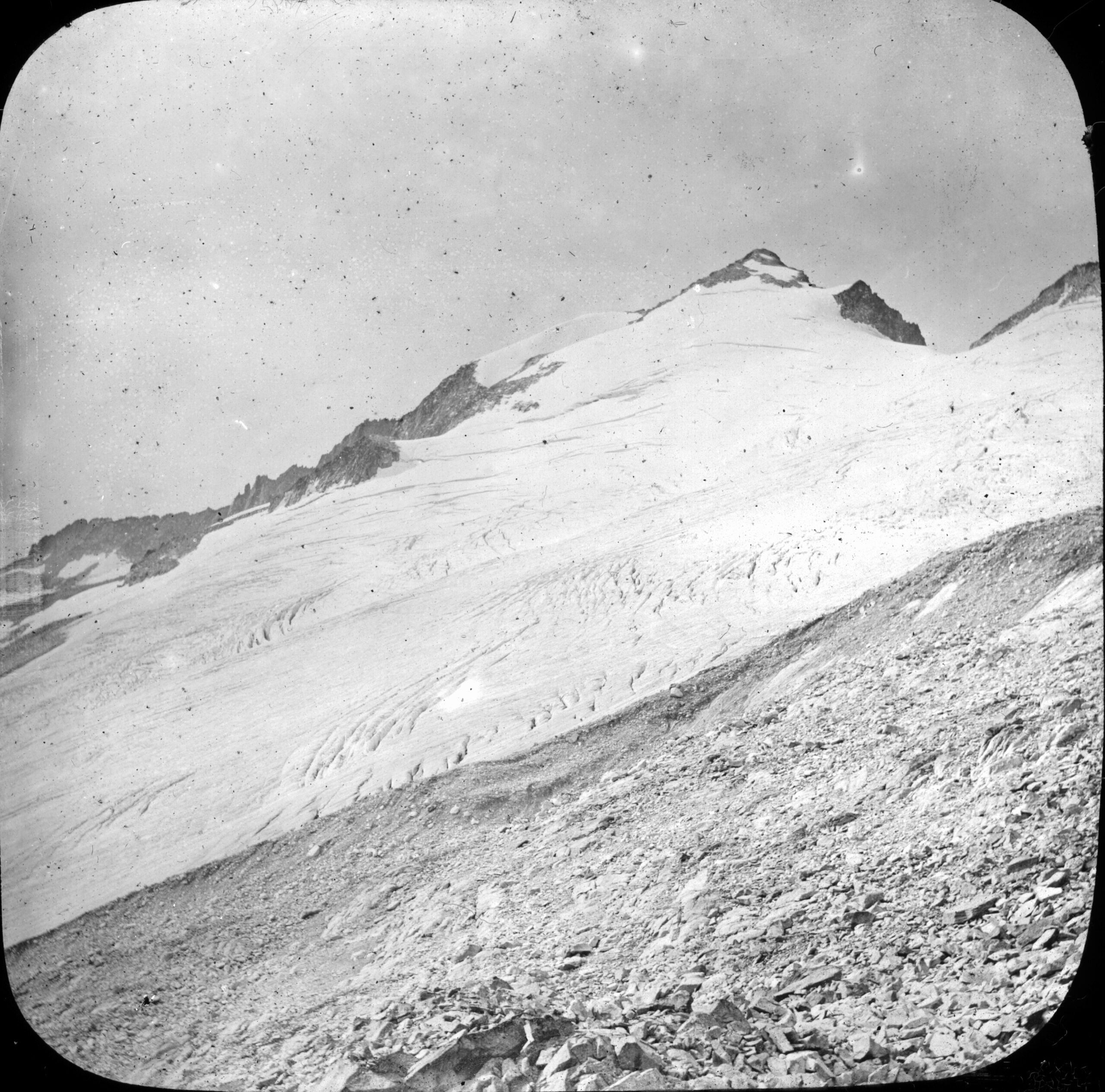
Face nord : glacier du Nethou au XIX.

L'Aneto n'a pas été le premier sommet du massif à intéresser les pyrénéistes : près de l'Aneto plus au nord-ouest se trouve la Maladeta, qui sans être parmi les cinq sommets les plus hauts des environs, s'est approprié le toponyme qui faisait allusion à tout le massif ainsi que le plus grand intérêt des alpinistes au début du XVIIIe siècle. Cela s'explique par une question de perspective, puisque depuis la haute vallée de l'Esera ou en arrivant depuis la France son sommet reste au premier plan tandis que la crête des cols dissimule la véritable dimension de son voisin du sud-est, plus haut et avec un plus grand glacier. C'est seulement une fois après que Friedrich Parrot eut atteint en 1817 le sommet de la Maladeta, qu'on vit que l'Aneto et ses voisins, le pico del Medio, la pointe d'Astorg, le pic Maudit et l'aiguille Schmidt Endell, étaient plus élevés et dominaient toute la chaîne des Pyrénées. Auparavant le mont Perdu était considéré comme le plus haut. L'intérêt alors soudain pour ce massif fut pourtant accompagné d'une mauvaise renommée : plusieurs catastrophes dans les glaciers, quelques-unes mortelles, ont dissipé l'intérêt pour le gravir. La mort en 1824 dans la rimaye du glacier de la Maladeta de Pierre Barrau de la Compagnie des guides de Luchon, considéré alors comme le doyen et expert de la zone, provoqua une véritable émotion parmi les guides locaux : ces derniers déjà très effrayés par les risques du glacier furent alors paniqués par cette montagne qu'ils considéraient désormais comme maudite,.

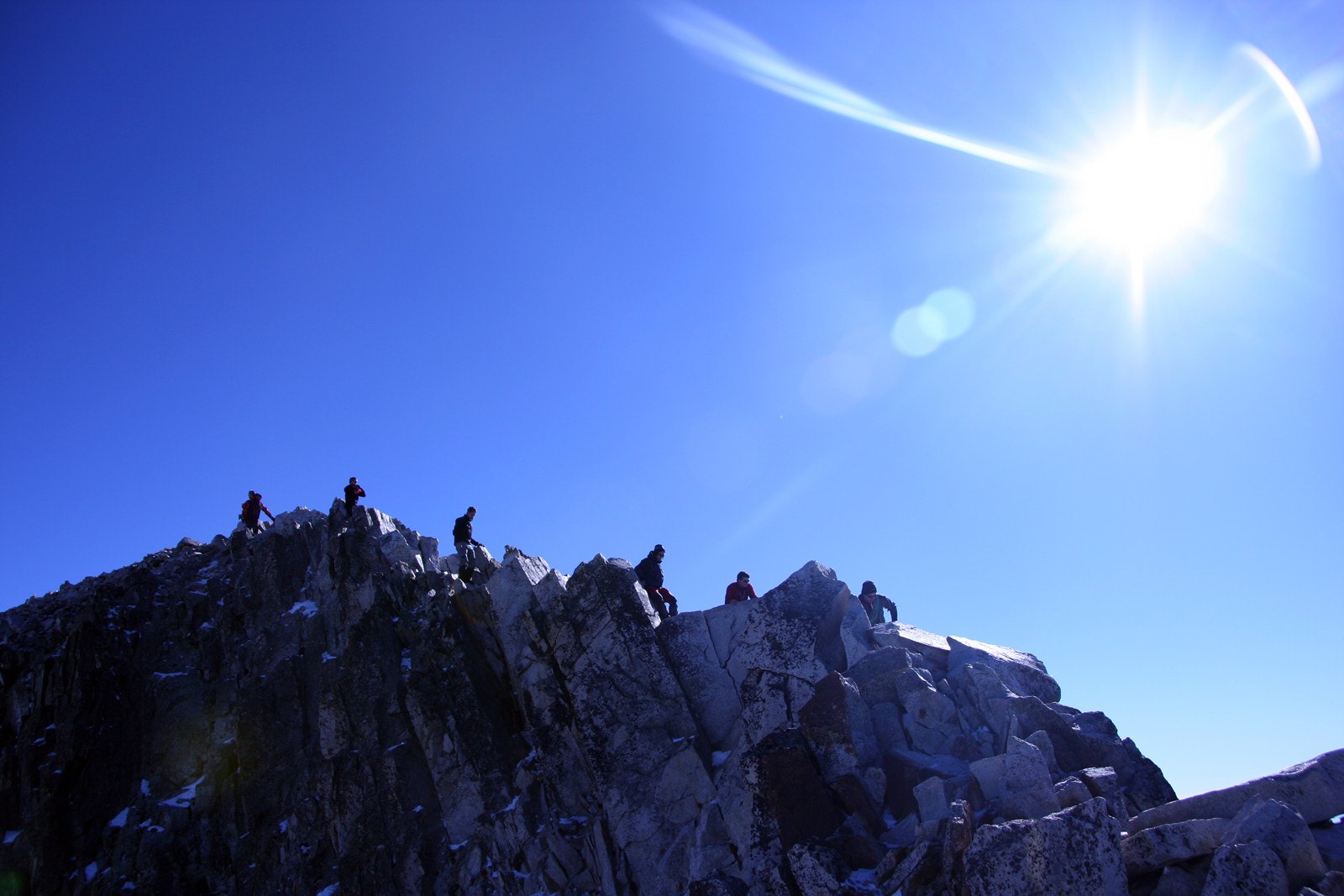
Alpinistes au pont de Mahomet.

De fait, la première ascension fut longtemps différée et compliquée par la crainte du glacier. Le 18 juillet 1842, Platon de Tchihatcheff, officier russe qui était en vacances à Bagnères-de-Luchon, son guide Pierre Sanio de Luz, les guides luchonnais Jean Sors, Bernard Arrazau et Pierre Redonnet dit « Nate », Albert de Franqueville, un botaniste normand, et son guide Jean Sors « Argaròt », partent depuis le versant français des Pyrénées pour conquérir l'Aneto : ils empruntent le chemin de l'Hospice de France, franchissent le port de Vénasque et passent la nuit à l'abri de la Rencluse, alors simple construction de pierres sèches. Le lendemain, essayant un itinéraire qui évite délibérément les glaciers, ils arrivent à franchir un col vers le col d'Albe mais se perdent sur le versant sud au niveau du lac de Gregueña. Le soir, à bout de forces, ils trouvent refuge dans une cabane vers la vallée de Malibierne. Au lever du jour, après une courte nuit de repos, les voilà repartis vers le col Coroné. Malgré la peur des crevasses, ils décident finalement de tenter le sommet par le glacier. Le dernier passage d'une arête très effilée à quelques dizaines de mètres du sommet leur donnera énormément de difficultés au point qu'Albert de Franqueville le baptisera le « pont de Mahomet » en référence à une tradition orale musulmane qui raconte que l'entrée au paradis est étroite comme le fil d'une lame de cimeterre sur laquelle ne peuvent passer que les justes. « Nous sommes séparés du pic de Néthou par une arête extrêmement aiguë ; à droite, un abîme au fond duquel se déroule le glacier de Coroné et les eaux noirâtres de son lac ; à gauche, à une profondeur un peu moins grande, la partie orientale du Néthou s'abaisse par une pente des plus rapides. Pour comble de difficultés, le sommet de cette arête est encombré de fragments de granit désagrégés par la gelée ou disloqués par les coups de foudre, et très dangereux par leur manque de stabilité. Ce pont de Mahomet est pourtant la seule voie qui s'offre à nous pour arriver au but après lequel nous courons depuis si longtemps… » Finalement, et après une marche longue de trois jours, ils conquièrent le point culminant des Pyrénées le 20 juillet 1842 : un cairn est érigé et une bouteille contenant le nom des premiers ascensionnistes est laissée au sommet.
En haut, Tchihatcheff voulut ouvrir une voie plus directe pour le retour à travers le glacier, mais ses compagnons refusèrent, l'obligeant à céder. Mais, poursuivant le même objectif d'ascension directe que ses premiers compagnons avaient refusé, il refait l'ascension quatre jours plus tard avec Pierre Sanio, Bernard Arrazau dit « Ursule », Pierre Redonnet dit « Nate » et Auguste Laurent. En traversant le portillon, vu les crevasses qui parcouraient le glacier, il fut sur le point de subir une mutinerie, mais finalement après s'être tous attachés à un grand câble ils franchirent les cimes et le pont de Mahomet fut vaincu pour la deuxième fois le 24 juillet 1842. Cet itinéraire direct par la Rencluse et le glacier reste encore aujourd'hui la « voie normale ».

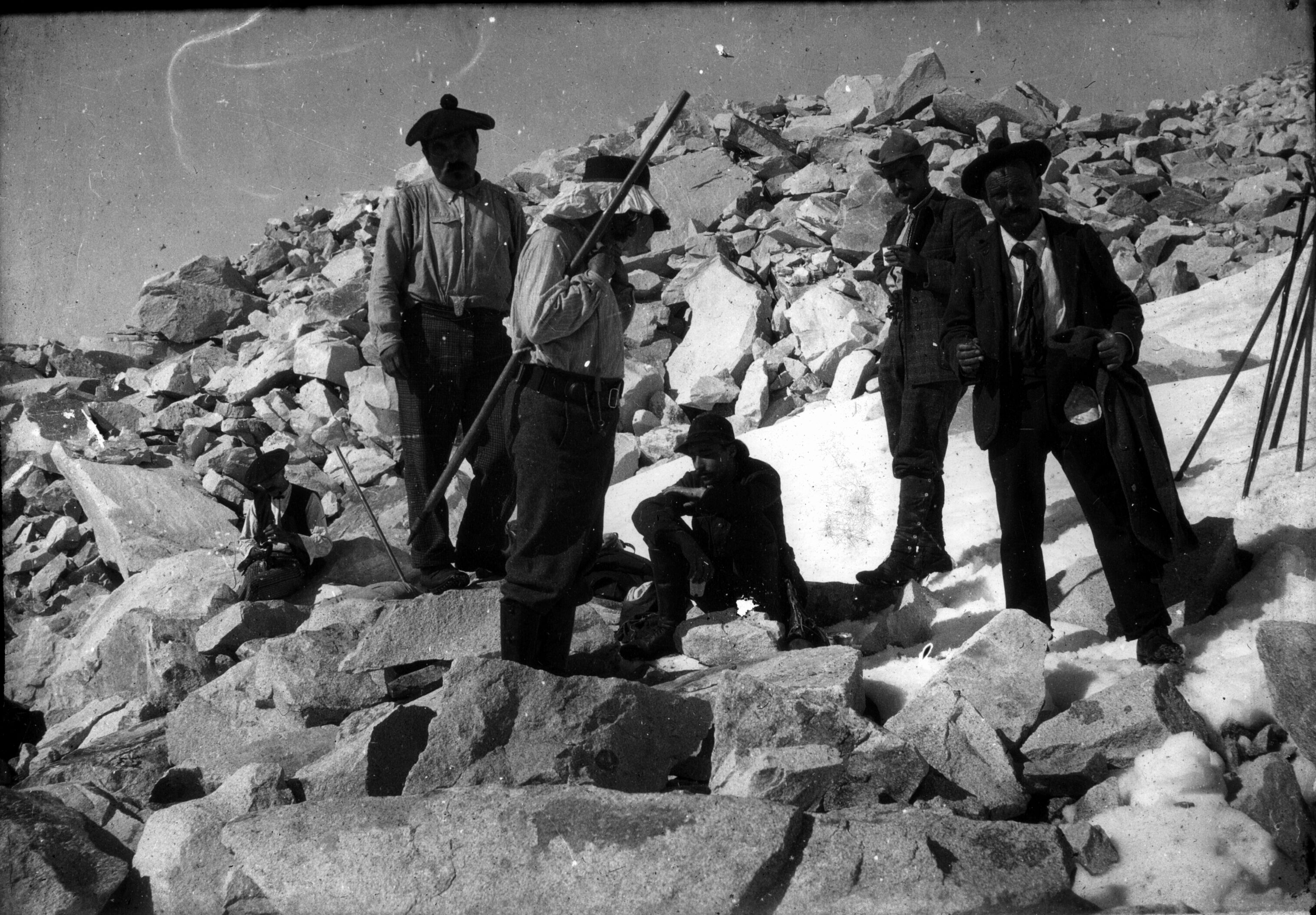
Ascension Beraldi de 1900. Photographie d'Eugène Trutat sur les moraines du Néthou.

Depuis lors, l'Aneto entra dans la dynamique de divulgation et popularisation des sommets des Pyrénées. En France, sa montée est devenue un grand classique et tout touriste thermal de Bagnères-de-Luchon se devait d'essayer. Le livre de Henry Spont, intitulé simplement Le Néthou, est le reflet de ce moment où il décrit l'excursion, l'horaire et le matériel recommandés. La première ascension féminine absolue est celle d'Ernestine Tavernier, le 10 août 1849. En 1864, Henry Russell, qui n'aimait rien tant que sortir des sentiers battus, atteint le Nethou par le sud-ouest en passant par le col d'Albe, le lac de Creguena et le pic Coronas. En 1876, il trouve une autre voie à l'est via le trou du Toro, le lac et le glacier de Barrancs, et l'Espalda. Le 1er mars 1879, Roger de Monts, Barthélémy Courrèges, B. et V. Paget en font la première ascension hivernale. Ce sera José Nariño, en 1879, qui parviendra le premier à passer par la face sud de l'Aneto. Vers 1935 on avait déjà ouvert toutes les voies de difficulté.
Au début du XXe siècle est inauguré le refuge de la Rencluse, création du Barcelonais Juli Soler. Peu de temps après, la foudre mettra un terme à la vie du guide barbastrais José Sayó et son client, sur le pont de Mahomet, en 1916. Après la croix de Sayó de 1917, le Centre d'Excursions de Catalogne a édifié une grande croix en 1951, qui a correspondu avec une Vierge du Pilier en 1956 et par un Saint Martial en 1981. Aucun de ces monuments n'a connu la tranquillité, étant donné les intempéries et les ennemis des symboles qu'ils représentent.

### Liste des premières ascensions
Les noms des pionniers dans chaque discipline :
- Par la vallée de Corones : Platon de Tchihatcheff, Albert de Franqueville, Jean Sors Argarot, Pierre Sanio, Bernard Arrazau Ursule, et Pierre Redonnet Nate (20 juillet 1842) ;
- Par le glacier de l'Aneto : Platon Tchihatcheff, Auguste Laurent, Pierre Sanio, Bernrad Arrazau Ursule et Pierre Redonnet Nate (24 juillet) ;
- Féminine absolue : Ernestine Tavernier (10 août 1849) ;
- Espagnole : Jean Manuel et Françoise Manuel de Harreta (août 1855) ;
- Nocturne dans la partie supérieure : Henry Russell, capitaine Hoskins et Jean Capdeville (17 juillet 1865) ;
- En solitaire : Henry Russell (9 août 1871) ;
- Par la vallée de Barrancs : Henry Russell, Firmin Barrau et César Cier (7 juillet 1876) ;
- Hivernale : Roger de Monts, Bertrand et Barthèlèmy Courrèges et Victor Paget Chapelle (12 mars 1879) ;
- Par la face sud : José Nariño, Jean Haurillon et Pierre Cantaloup (1er septembre 1879) ;
- Par le flanc de l'Aneto : Georges, Henri, Albert, Edouard et Charles Cadier (8 août 1901) ;
- Féminine espagnole : Montserrat Mestre de Baladia (19 septembre 1902) ;
- Avec skis : Louis Falisse, Maurice Heïd, Louis Robach et Charles Aubry (4 avril 1904) ;
- Par l'arête des Descalzos : Jaume Oliveras et Antoni Arenas (24 juillet 1906) ;
- Par la Crête de Llosás : Roger et Henri Brulle, et Germain Castagné (16 juillet 1913) ;
- Arête de Salenque au pic Margalide : Jean Arlaud et Charles Laffont (1922) ;
- Face nord du pic des Tempêtes : Jean Arlaud et Pierre Abadie (1927) ;
- Par la crête nord-est : René Grange et Pedro Borés (14 juillet 1934) ;
- Par la face nord : Jean Escudier, Jean-Victor Parant et Jean Grelier (6 septembre 1935) ;
- Vol en parapente : Nil Bohigas et Monste Soteras (avril 1987) ;
- En autonomie depuis l'océan Atlantique par Louis-Philippe Loncke (19 août 2020)[26].

## Voies d'accès

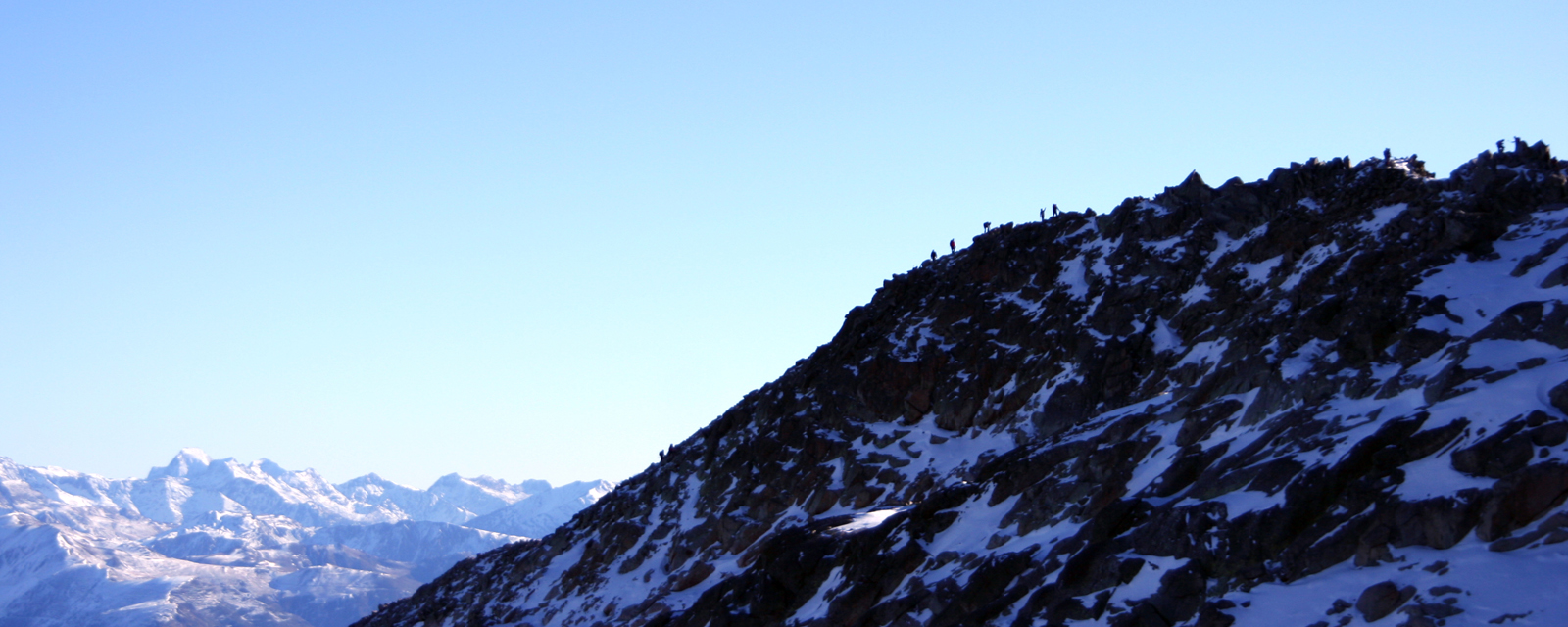
Randonneurs montant par la crête de Los Portillones.

De par la littérature engendrée, étant simplement le point culminant des Pyrénées, étant enseignée dans les écoles et offrant une vue unique, une multitude de personnes à toute époque de l'année essayent de vaincre l'Aneto, principalement depuis la vallée de Bénasque.
Bien que la voie normale de l'Aneto ne comporte pas de difficultés techniques insurmontables (course F+ avec la courte arête aérienne en I, II appelée pont de Mahomet ou pas de Mahomet), il s'agit d'un sommet exigeant en raison du dénivelé total, du niveau d'altitude et de la présence du glacier.
Par toutes les voies et à toutes les époques de l'année il faut des chaussures de montagne, des crampons, un piolet, des vêtements d'abri et imperméables, des gants et des lunettes de soleil. Dans les voies difficiles ou pour les personnes qui ont le vertige, corde, harnais et mousqueton.
Une attention particulière est requise pendant la traversée toujours risquée du glacier et envers les orages fréquents qui se produisent l'après-midi, il est d'ailleurs courant que ceux qui veulent atteindre le sommet entament la montée dès l'aube pour arriver tôt au sommet. C'est une des ascensions de la chaîne où se produisent chaque année en été plusieurs accidents mortels.

### Approche

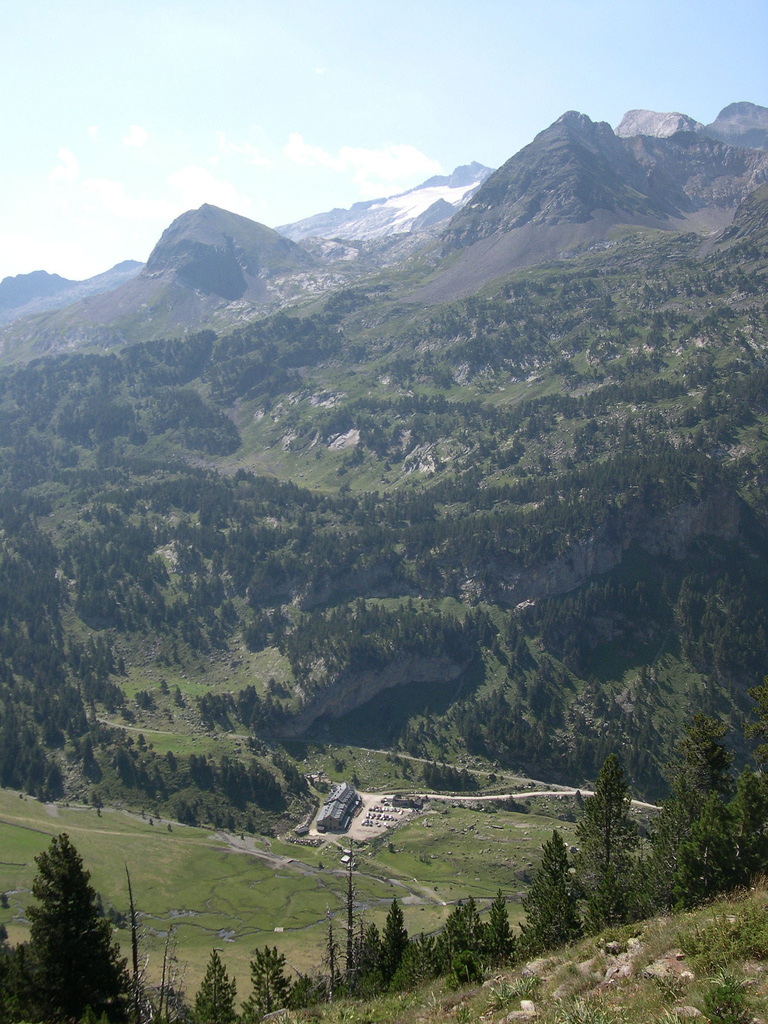
Plateau de l'Hospital avec le sommet au fond.

Depuis Benasque, la remontée du cours de la rivière Ésera mène à la fin du barrage de Paso Nuevo où se trouve le plateau de Senarta. De ce point, on peut prendre la piste qui monte par la vallée de Vallibierna (environ 8 km), jusqu'au pont de Coronas (1 950 m) où se trouve un refuge de pêcheurs non gardé.
Au contraire, la route arrive au plateau de l'Hospital et ensuite au plateau de la Besurta (1 900 m). À partir de là, elle se transforme en chemin et ensuite en sentier, on accède, en 45 minutes, au refuge de la Rencluse (2 140 m).
Pendant tout l'été, ces accès sont fermés au trafic des particuliers tant la piste de Vallibierna que celle de la Besurta depuis le gué de l'Hospital. Il existe un service d'autobus depuis Benasque qui permet d'accéder tant au pont de Coronas qu'à celui de la Besurta. En hiver, la neige empêche l'accès depuis l'Hospital vers le refuge.

### Voie normale
C'est la voie « la Besurta ➜ la Rencluse ➜ portillon Supérieur ➜ glacier de l'Aneto ➜ de Collado Coronas ➜ pont de Mahomet ➜ Cime » soit 1 504 m de dénivelé,,,. L'ascension se fait en deux jours avec une halte à la Rencluse.

#### Refuge de la Rencluse (la Renclusa)

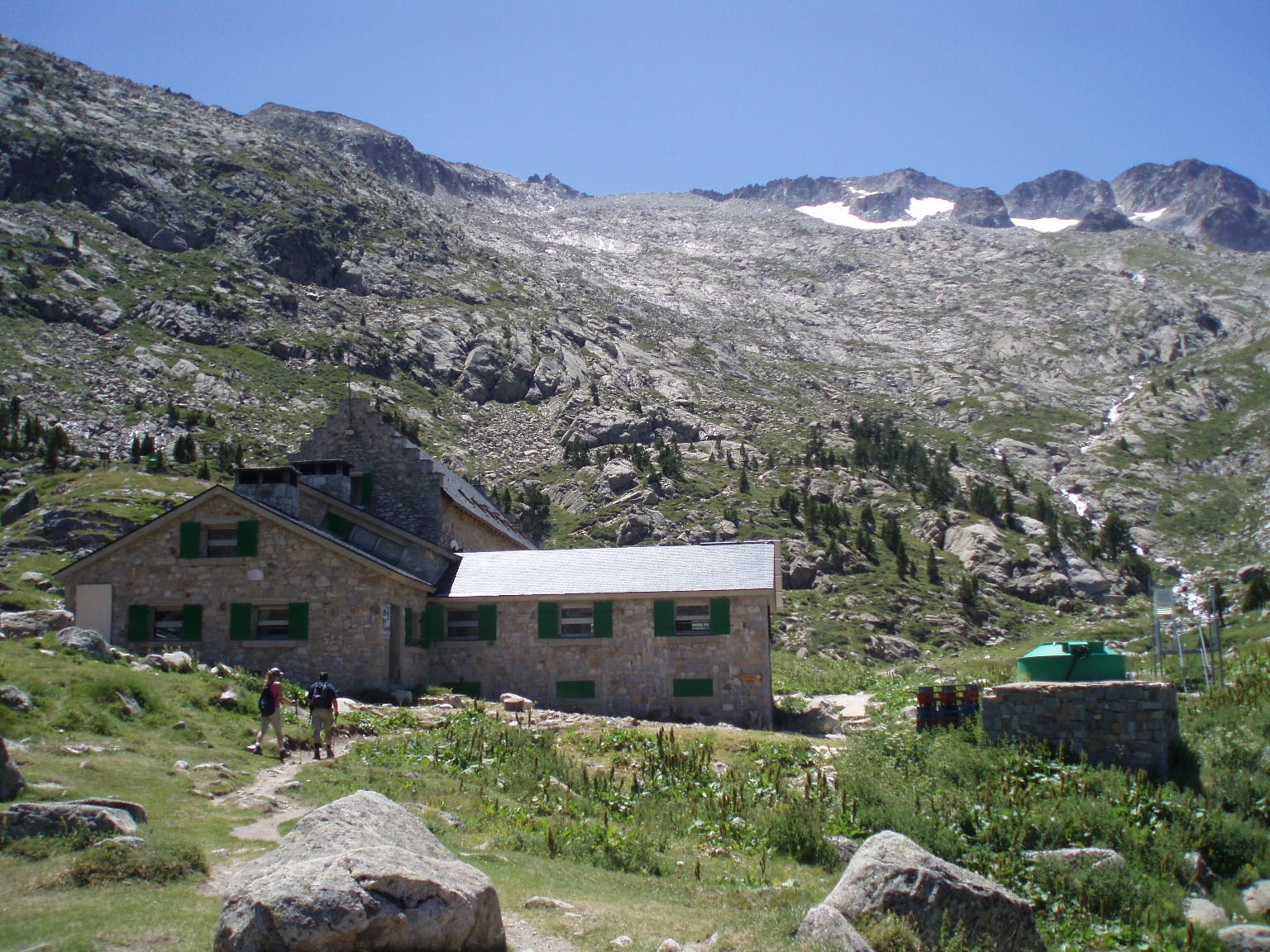
Refuge de la Rencluse et le glacier de la Maladeta derrière.

L'accès le plus proche est au lieu de la Besurta à faible distance de la commune de Benasque dans la vallée de l'Esera. En été un service de bus assure la liaison Bénasque-Besurta, on y trouve aussi des campings sur place.
L'ascension débute à la Besurta (1 900 m) pour finir au refuge de la Rencluse à 2 140 mètres d'altitude. Le refuge offre toutes les commodités et est le point de départ de l'ascension de l'Aneto et de la Maladeta par les voies normales. Il est possible de bivouaquer à côté, avec les restrictions d'usage liées au fait qu'on se trouve dans un parc national (interdiction de faire du feu en période estivale, etc). De là, il apparaît un chemin pierreux marqué par de nombreux points de repère. La route prend une direction sud-est, parallèle à la crête des portillons, qui monte jusqu'au pic de la Maladeta.

#### Montée

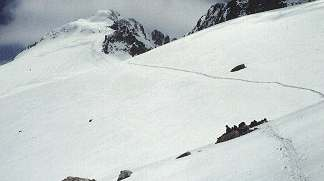
Vue de l'Aneto (glacier et sommet) depuis le portillon Supérieur.

Le chemin est peu balisé et par conséquent plutôt difficile. L'itinéraire traverse, dans sa plus grande longueur, le glacier de l'Aneto qui s'étend au nord du pic, l'utilisation de chaussures de montagne et de crampons est donc nécessaire.
Un bon point de repère consiste à savoir qu'il ne faut pas dépasser le pluviomètre qui est au-dessus de la passe à utiliser. Attention à ne pas se retrouver pris dans le brouillard à la descente, le manque de balisage et les pierriers ainsi que les falaises peuvent rendre la recherche du refuge délicate (il faut prévoir 10 h environ pour faire l'aller-retour).
On peut traverser la crête par le portillon Inférieur (2 738 m) ou par le Supérieur (2 870 m). Les portillons sont creux dans la crête et communiquent avec le glacier de la Maladeta et celui de l'Aneto. En été il est plus recommandable de passer par le supérieur pour atteindre le glacier avec davantage de hauteur et de raccourcir le passage entre les blocs, très dangereux avec la glace. On peut aussi accéder depuis l'inférieur au supérieur par la crête elle-même.
La traversée du glacier de l'Aneto en diagonale douce mène au collado de Coronas (3 198 m) suivi d'une forte pente de neige jusqu'à l'avant-sommet. Le sommet est défendu par un très court passage rocheux Le pont de Mahomet (paso de Mahoma) : c'est une courte arête de 30 m de long, constituée de gros blocs stables, pas très large et ouverte sur un vide impressionnant de chaque côté.
La descente peut s'effectuer par la même route ou, s'il y a beaucoup de neige, par la gauche du glacier jusqu'au plateau d'Aigualluts. Celle-ci est la meilleure option pour une ascension d'hiver ou de printemps avec des skis de randonnée. Par la droite du glacier on arrive à la vallée de Barrancs, à travers laquelle on arrive aussi au plan d'Aigualluts.

### Voie des Coronas

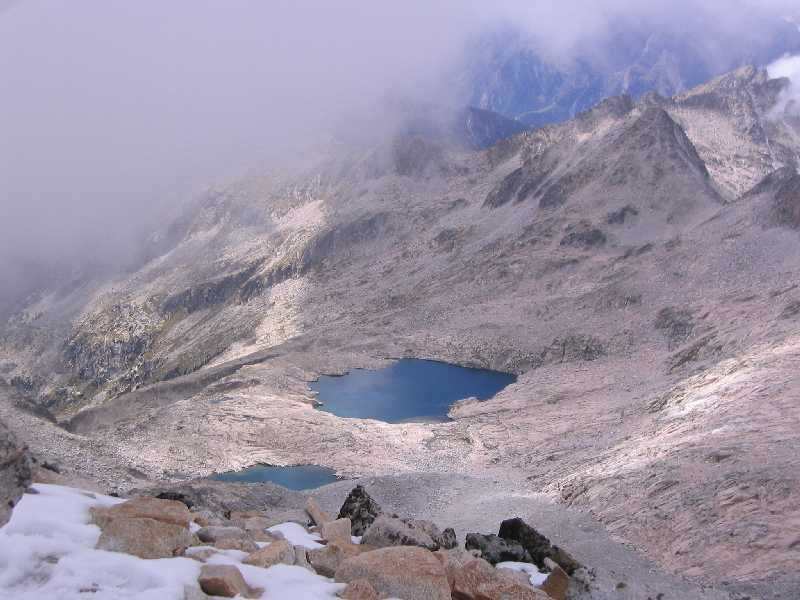
Un des ibóns de Coronas près du sommet.

Voie « Senarta ➜ Vallibierna ➜ Puente Coronas ➜ Ibones Coronas ➜ glacier Coronas ➜ Collado Coronas ➜ pont de Mahomet ➜ Cime » soit 1 454 m de dénivelé total,.
La route commence au pont de Coronas (1 950 m) avec le refuge de pêcheurs à 8 km depuis la piste du plateau de Senarta.
Par l'ancien chemin du bois (l'actuel GR 11), 10 minutes, il y a une déviation à gauche en direction de la vallée de Coronas. Un sentier bien marqué arrive au premier ibón de Coronas (2 230 m).
En suivant les points de repère ou les cairns on arrive au second ibón de Coronas (2 725 m). Par la droite de ce dernier on atteint la moraine du glacier presque disparu de Coronas, avec de la neige en hiver et au printemps et des pierres en été et en automne. À la fin de la montée, on atteint le col de Coronas (3 198 m).
Une fois dans le col, la voie jusqu'au sommet suit le même chemin que la voie normale, ainsi que la descente.

### Voie de la vallée de Barrancs
Voie « plateaux de la Besurta ➜ plan Aigualluts ➜ glacier de l'Aneto ➜ pont de Mahomet ➜ Cime » soit 1 504 m de dénivelé,.
C'est la voie la plus utilisée par les skieurs de montagne pour descendre l'Aneto, parce qu'elle offre une descente ininterrompue de plus de mille deux cents mètres, une des meilleures de toute la chaîne. Il est grand en pente uniforme et constante, principale cause de la non-utilisation pour la gravir.
Le chemin du refuge part des plateaux de Besurta (Llanos de la Besurta) mais il faut rapidement prendre un autre sentier bien marqué qui se dirige vers le plateau d'Aigualluts. Là il existe deux possibilités : soit prendre le chemin balisé avec des points de repère à côté de la cabane métallique verte qui se trouve à l'extrémité nord du plateau, soit suivre jusqu'au bout la rivière Barrancs en la remontant jusqu'à son rétrécissement au niveau du lac de Barrancs.
La neige arrive très bas jusqu'en juin, et lorsqu'il n'y en a plus, elle laisse découvertes de grandes pierrailles et plus haut un lit rocheux poli par le glacier en recul. Beaucoup plus haut apparait la glace noire que l'on ne doit pas abandonner jusqu'au collado de Coronas. La voie rejoint ici celle des Portillones. Mais il n'est pas nécessaire d'arriver jusqu'au collado et la pente de la cime peut directement être attaquée. Quand la neige se retire, cette longue montée aura des points de repère qui marquent plusieurs chemins possibles. Le problème qui produit ces nombreux points de repère est le manque d'un chemin bien défini, ce qui toutefois n'est pas très grave, la direction de l'Aneto étant visible aux alpinistes.

### Voie du flanc de l'Aneto

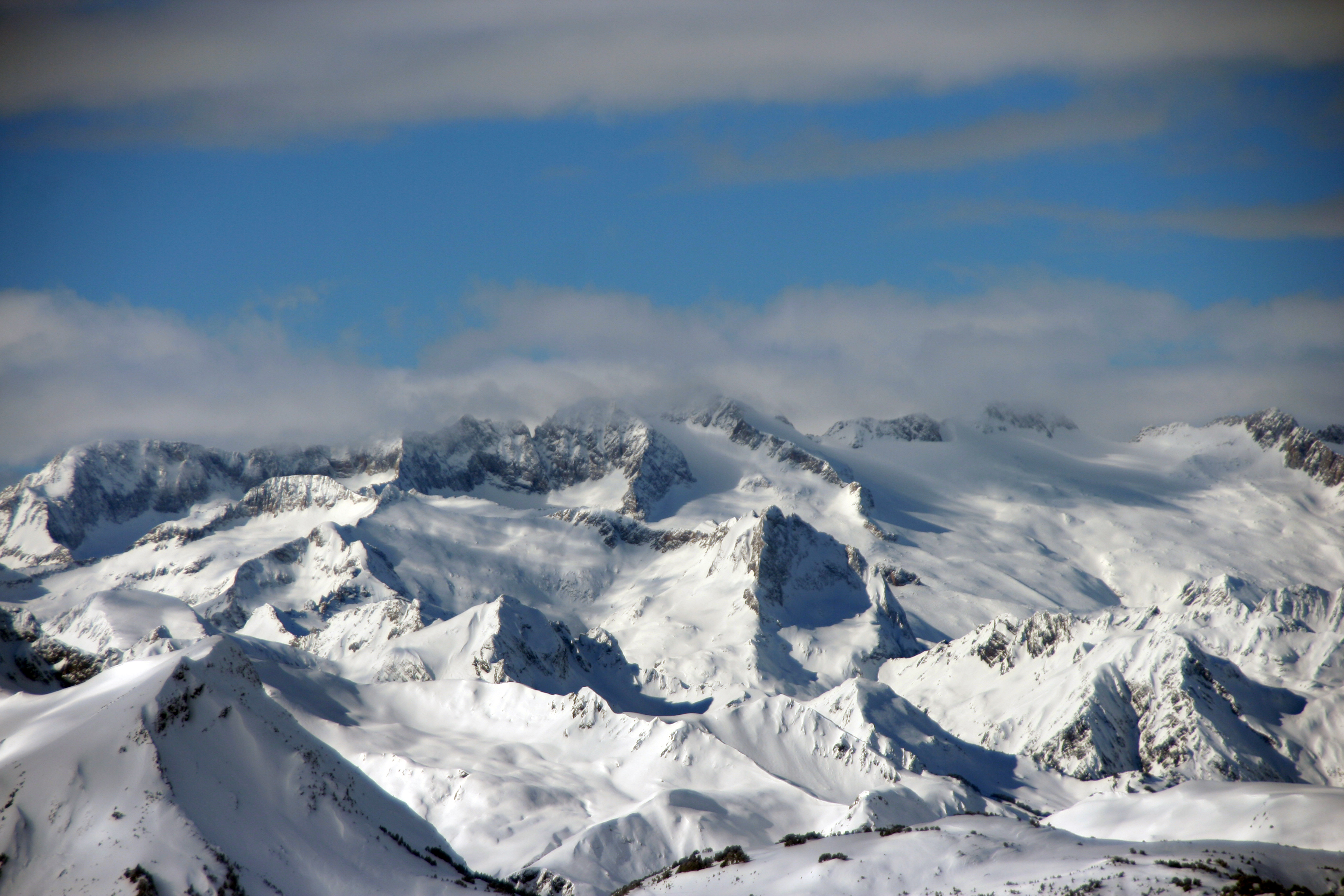
Massif de la Maladeta depuis le nord-est, sur un point du val d'Aran.

Voie « la Besurta ➜ lac des Barrancs ➜ glacier des Barrancs ➜ Cime » soit 1 500 m de dénivelé,.
C'est une voie très longue et d'une certaine manière difficile, plus que par sa difficulté due à la longueur, et parce que quand la neige sera retirée il peut être très fatigant de monter par les carrières du cirque. Il sera beaucoup plus confortable de l'attaquer par faible neige au moins jusqu'aux 2 600 mètres d'altitude.
Le principal attrait de cette voie réside dans le fait que personne ne l'utilise, sans être toutefois plus difficile que le massif des Portillones. Elle est considérée par beaucoup comme une façon plus émouvante d'atteindre le sommet sans recourir à l'escalade. Cette voie est en réalité une variante de celle de Barrancs avec laquelle elle partage le chemin jusqu'à très près du lac de Barrancs.
Là, elle suit par la vallée, dépasse le puissant barrage qui retient le lac et une fois dépassé l'arête nord, qui descend directement de l'Aneto, elle tourne à angle droit vers le sud-ouest et commence à monter par le cirque impressionnant de l'Aneto jusqu'au glacier de Barrancs.
Le glacier de Barrancs s'élève de manière considérable dans son tronçon final. Après l'avoir dépassé nous aboutirons aux flancs de l'Aneto, à 3 350 mètres d'altitude. Depuis là seulement il faut suivre la crête facile jusqu'au sommet, sans passer par le pont de Mahomet.

### Autres voies
- Vía de los descalzos
- Cresta
- Corredor Estasen
- Renclusa-Aigualluts[37]

## Records
Le record d'ascension en courant est de 2 h 14 min 17 s réalisé par Luis Alberto Hernando au départ de Benasque (1 140 m) le 15 juillet 2021. Ce dernier détient également le record d'aller-retour en 3 h 38 min 15 s réalisé durant la même tentative.
Oihana Kortazar détient les records féminins d'ascension en 2 h 46 et d'aller-retour en 4 h 40 min 42 s réalisés le 31 juillet 2021 également au départ de Benasque.